# Eleccions a Groenlàndia
Groenlàndia elegeix a nivell nacional una legislatura. El Parlament de Groenlàndia (Inatsisartut) té 31 membres, escollits per un mandat de quatre anys per representació proporcional. Groenlàndia té un sistema multipartidista amb nombrosos partits, els quals habitualment han de treballar junts per formar un govern de coalició.
Groenlàndia ha celebrat eleccions parlamentàries des de l'any 1979, quan va entrar en vigor la Llei d'Autonomia. Quan això va passar, les illes es van dividir en vuit circumscripcions: Groenlàndia Central, Groenlàndia del Sud, Groenlàndia del Nord, Ittoqqortoormiit, Qaanaaq, Tasiilaq, Upernavik i Uumannaq. No obstant això, l'any 1998 es va simplificar en una única circumscripció electoral a causa de la voluntat de considerar els interessos de Groenlàndia en el seu conjunt, en comptes dels interessos regionals.

## Darreres eleccions

### Eleccions legislatives
|                         |                         |        |       |      |         |     |  |  |  |
| Partit                  | Partit                  | Vots   | %     | +/-  | Escons  | +/- |  |  |  |
|                         | Inuit Ataqatigiit       | 9.912  | 37,42 | 11,6 | 12 / 31 | 4   |  |  |  |
|                         | Siumut                  | 7.971  | 30,10 | 2,7  | 10 / 31 | 1   |  |  |  |
|                         | Naleraq                 | 3.249  | 12,27 | 1,3  | 4 / 31  | =   |  |  |  |
|                         | Demokraatit             | 2.452  | 9,26  | 10,4 | 3 / 31  | 3   |  |  |  |
|                         | Atassut                 | 1.879  | 7,09  | 1,1  | 2 / 31  | =   |  |  |  |
|                         | Nunatta Qitornai        | 639    | 2,41  | 1,0  | 0 / 31  | 1   |  |  |  |
|                         | Partit de la Cooperació | 375    | 1,42  | 2,7  | 0 / 31  | 1   |  |  |  |
|                         | Independents            | 9      | 0,03  | –    | 0 / 31  | –   |  |  |  |
|                         |                         |        |       |      |         |     |  |  |  |
| Vots vàlids             | Vots vàlids             | 26.486 | 97,81 |      |         |     |  |  |  |
| Vots en blanc           | Vots en blanc           | 296    | 1,09  |      |         |     |  |  |  |
| Vots nuls               | Vots nuls               | 297    | 1,10  |      |         |     |  |  |  |
| Total                   | Total                   | 27.079 | 100   | –    | 31      | =   |  |  |  |
| Abstenció               | Abstenció               | 14.047 | 34,16 |      |         |     |  |  |  |
| Inscrits / participació | Inscrits / participació | 41.126 | 65,84 |      |         |     |  |  |  |

### Eleccions locals
| Partits | Partits           | Vots   | %      | Escons  | Escons |
| Partits | Partits           | Vots   | %      | Total   | +/-    |
| ------- | ----------------- | ------ | ------ | ------- | ------ |
|         | Inuit Ataqatigiit | 9,822  | 37.6%  | 32 / 81 | 6      |
|         | Siumut            | 9,454  | 36.2%  | 31 / 81 | 8      |
|         | Naleraq           | 2,794  | 10.7%  | 8 / 81  | 5      |
|         | Atassut           | 1,942  | 7.4%   | 6 / 81  | 3      |
|         | Demokraatit       | 1,800  | 6.9%   | 4 / 81  | =      |
|         | Nunatta Qitornai  | 243    | 0.9%   | 0 / 81  | Nou    |
|         | Independents      | 43     | 0.2%   | 0 / 81  | Nou    |
|         | Total             | 26,691 | 100.00 | 81      | =      |